# Freising (stad)
Freising is een plaats in het zuidoosten van Duitsland, in Beieren. Het is de Kreisstadt van de Landkreis Freising. Het ligt ongeveer 30 km ten noorden van München, aan de Isar. Kenmerkend is de Domberg, die hoger dan de omgeving ligt.

## Geschiedenis
Freising was het centrum van het prinsbisdom Freising, dat in de 8e eeuw werd gesticht. Het is nog altijd, samen met München, de zetel van het aartsbisdom München en Freising.
Lang was Freising een belangrijker stad dan München. In Freising lag een brug over de Isar, waarvoor tolgeld moest worden betaald. Voor München werd het rendabel een eigen brug over de Isar te bouwen. Daarna werd München belangrijker dan Freising, maar hun geschiedenis is nauw verbonden gebleven. In Freising en in München heet het belangrijkste plein de Marienplatz, in beide plaatsen heet het belangrijkste hotel Bayerischer Hof. 
Freising is nooit na een vijandelijke belegering ingenomen.

## Kerken

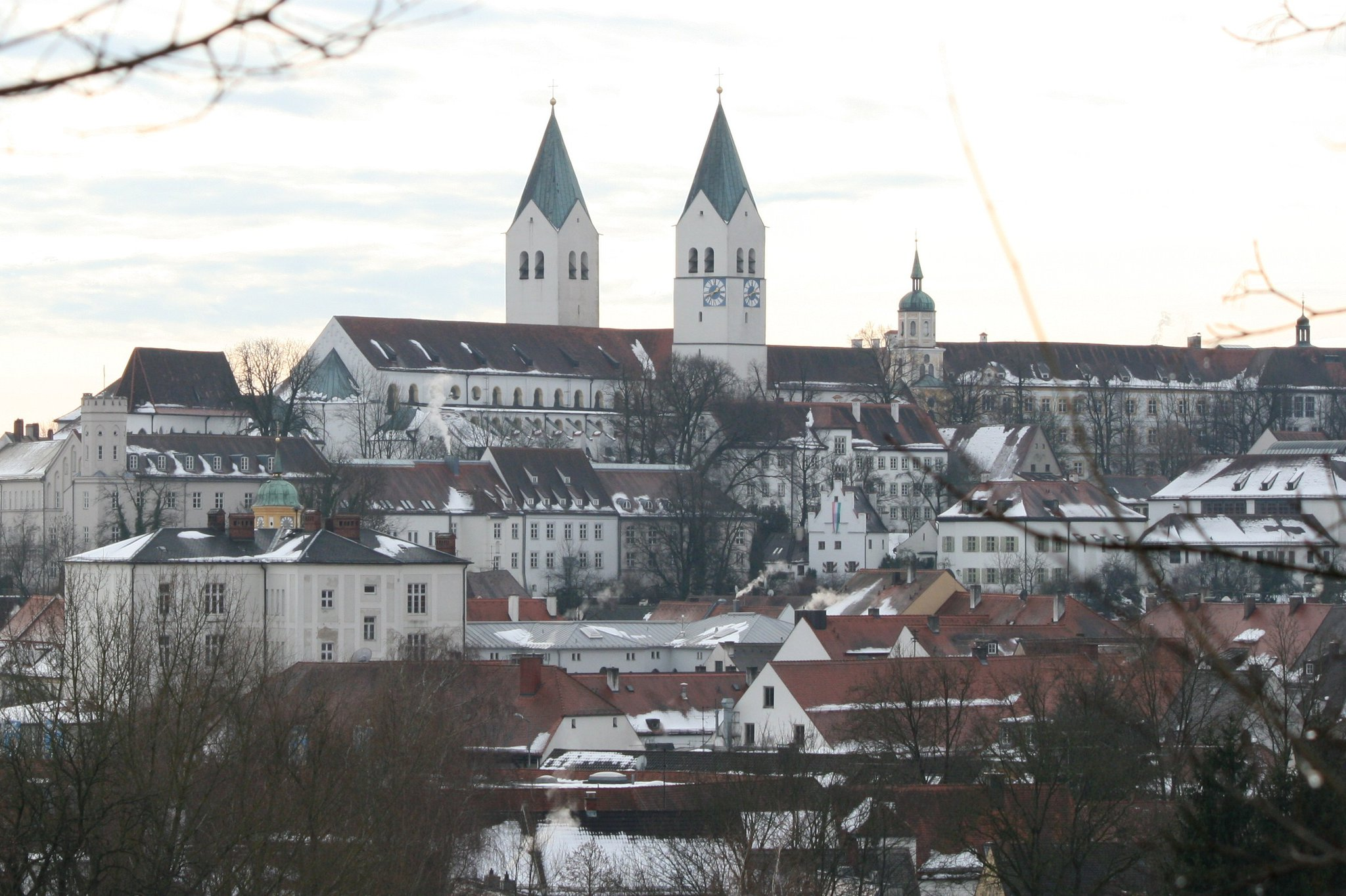
Domberg

- Maria- en Corbinianusdom en Sint-Benedictuskerk, beide op de Domberg
- Sint-Joriskerk, aan de Marienplatz

## Geboren in Freising
- Ludwig Prandtl (1875-1953), natuurkundige

## Brouwerijen

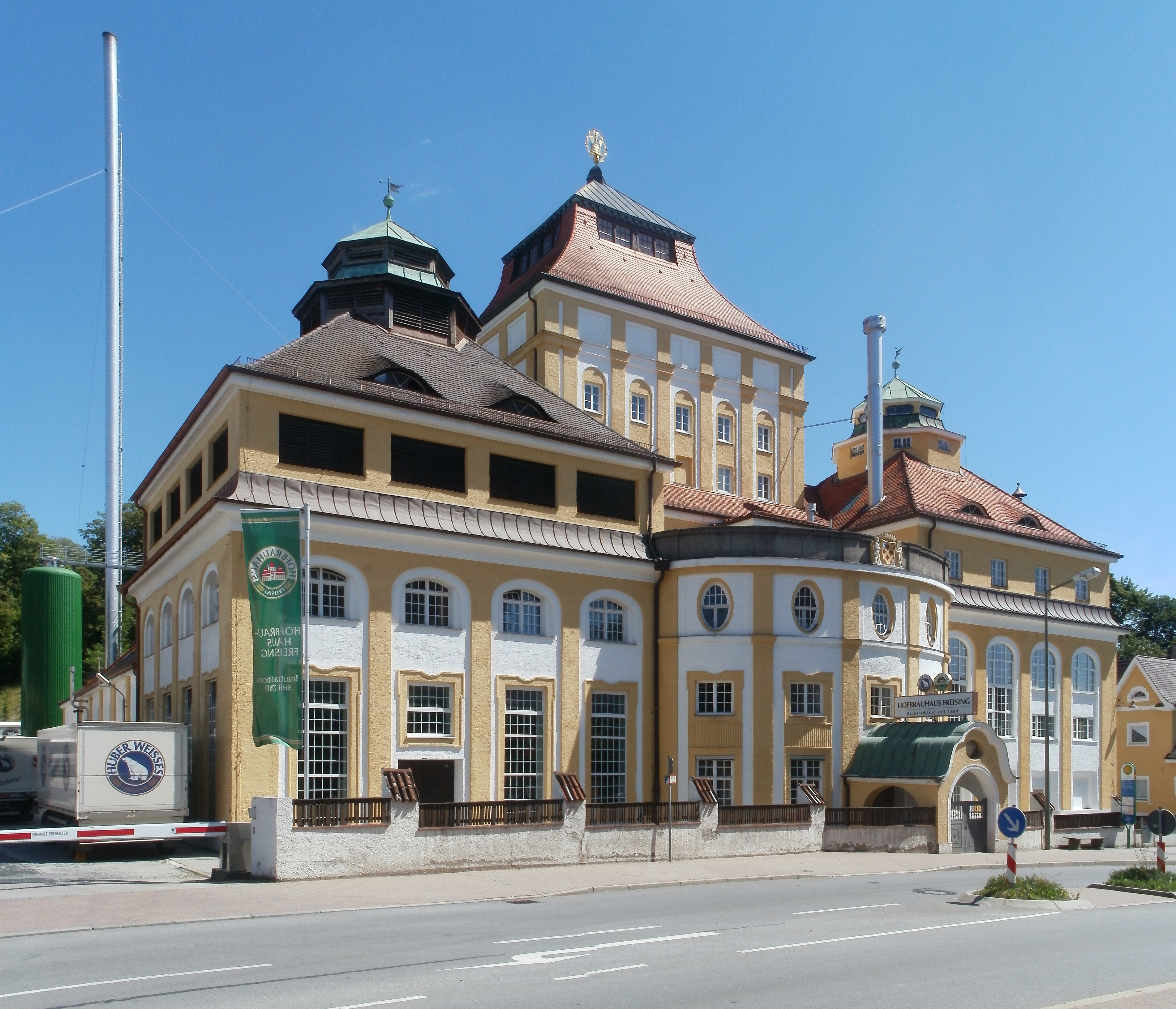
Het brouwerijgebouw van het Gräfliches Hofbrauhaus Freising uit 1911-1912 is een beschermd monument

In Freising bevindt zich de brouwerij Gräfliches Hofbrauhaus Freising, die sinds 1998 eigendom is van de adellijke familie Graf zu Toerring-Jettenbach. In het stadsdeel Weihenstephan staat de Weihenstephanbrouwerij: deze claimt de oudste ter wereld te zijn (ze zou anno 1040 ontstaan zijn).
Allershausen ·
Attenkirchen ·
Au in der Hallertau ·
Eching ·
Fahrenzhausen ·
Freising ·
Gammelsdorf ·
Haag an der Amper ·
Hallbergmoos ·
Hohenkammer ·
Hörgertshausen ·
Kirchdorf an der Amper ·
Kranzberg ·
Langenbach ·
Marzling ·
Mauern ·
Moosburg an der Isar ·
Nandlstadt ·
Neufahrn bei Freising ·
Paunzhausen ·
Rudelzhausen ·
Wang ·
Wolfersdorf ·
Zolling